# Bernard Gui
Bernard Gui (1261 nebo 1262 – 30. prosince 1331), někdy též Bernardo Gui či Bernardus Guidonis byl dominikánský mnich a inkvizitor. Působil rovněž jako biskup v Lodève a je autorem četných spisů. Do funkce inkvizitora v Toulouse, již vykonával v letech 1307 až 1323, jej ustanovil papež Klement V.

## Život
Bernard Gui se narodil v roce 1261 nebo 1262 v Royères v oblasti Limousin v dnešní centrální Francii. V roce 1280 se v Limoges stal členem dominikánského řádu. O deset let později byl ustanoven převorem v Albi a současně v Carcassonne, Castres a Limoges.

V průběhu patnácti let, kdy působil jako inkvizitor v Toulouse, se mu podařilo obvinit z kacířství či nápomoci kacířům více než 900 lidí. Většina obviněných byla potrestána navelením do šlechtického vojska, 42 lidí bylo odsouzeno k smrti. Za jeho služby ve funkci inkvizitora jej papež Jan XXII. odměnil úřadem biskupa v Tui v Galicii, později získal Gui úřad biskupa v Lodève. Gui zemřel 30. prosince 1331 na hradě Lauroux v dnešním jihofrancouzském departmentu Hérault.

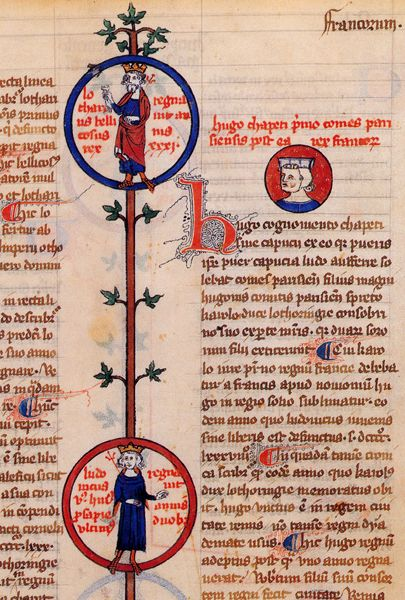
Ukázka z Bernardova spisu Arbor genealogiae regum Francorum, znázorňující genealogii francouzských králů

## Dílo
Gui je autorem řady spisů, známými jsou např. Flores Chronicorum neboli „Výbor z kronik“, soupis univerzálních dějin do roku 1331. K dalším spisům, jež publikoval, patří např. „Chronique abrégée des empereurs“, „Chronique des rois de France“, „Catalogue des Évêques de Limoges“, „Traité sur les saints du Limousin“, „Traité sur l'histoire de l'abbaye de St. Augustin de Limoges“, „Chronique des Prieurs de Grandmont“ (do roku 1318), „Chronique des Prieurs d'Artize“ (do roku 1313), „Chronique des évêques de Toulouse“ (do roku 1327), „Sanctoral ou Miroir des saints“, „Vie des saints“, „Traité sur les soixante-douze disciples et sur les apôtres“, „Traité sur l'époque de la célébration des conciles“ či „Compilation historique sur l'ordre des Dominicains“.
Jeho patrně nejznámějším a nejvýznamnějším spisem je Practica Inquisitionis Hereticae Pravitatis (Příručka vymítání kacířského zla inkvizicí), popisující jednotlivé druhy kacířství ve 14. století a metody jejich vymítání. Spis nastiňuje práva a povinnosti inkvizitorů, metody vyšetřování, uvádí příklady inkvizičních směrnic a vyřčených ortelů. Spis byl načas ztracen, posléze opět nalezen a dokončil jej abbé Marie-Jean-Celestin Douais v Toulouse v roce 1886.
Mimo výše uvedené je Gui rovněž autorem teologických úmluv („Abrégé de la doctrine chrétienne“, „Traité de la messe“, „Traité sur la conception de la Vierge“) a kázání.

## Bernard Gui v literatuře a filmu
Bernard Gui (jako Bernardo Gui) se objevuje jako záporná postava v historické detektivce italského spisovatele Umberta Eca Jméno růže, stejně jako v její filmové adaptaci z roku 1986, kde Bernarda ztvárnil F. Murray Abraham. Obdobně se Bernard Gui objevuje v novelách australské spisovatelky Catherine Jinks (The Notary, 2001; The Secret Familiar, 2006).